# 비젼사이언스
주식회사 비젼사이언스(VISION SCIENCE)는 대한민국의 컬러 콘택트렌즈 주문자위탁생산(OEM) 기업으로, 본사는 대구광역시 동구 매여로 1길 37-38에 있다.
2025년 스팩합병을 통해 상장을 추진하였으나 합병이 무산되었다.